# Kirikou et les Hommes et les Femmes
Kirikou et les Hommes et les Femmes é um filme de animação dirigido pelo cineasta francês Michel Ocelot e produzido pelas empresas Les Armateurs, Mac Guff Ligne, France 3 Cinéma e Studio O. Foi lançado na França em 3 de outubro de 2012. É o terceiro filme de animação da série de filmes do Kirikou, seguindo Kirikou et la Sorcière (1998) e Kirikou et les Bêtes sauvages (2005), respectivamente, sendo também adaptado para um musical teatral, Kirikou et Karaba, apresentado pela primeira vez em 2007. Originalmente a trilogia não foi pensada para ter sequências, porém, pela pressão do público, Ocelot deu continuidade à série. Como seus dois antecessores, ele usa uma tecnologia de animação 2D, porém, em relação aos outros, inova ao incorporar a tecnologia de cinema 3D. O filme estreou no Brasil em 2 de julho de 2015.

## Características
Assim como o segundo filme, Kirikou et les Hommes et les Femmes é uma coleção de histórias da juventude de Kirikou que misturam referências narrativas e mitológicas contadas por seu avô, o Homem Sábio da Montanha Proibida, com base no folclore africano. Por viver no país de Guiné dos 6 aos 12 anos de idade, Michel Ocelot baseou-se na sua infância para a realização do filme. A trilha sonora é composta essencialmente por instrumentos africanos, com gráficos simplistas, que misturam a clássica animação desenhada à mão e animação computacional. Por conter cenas de nudez feminina e masculina, sem conotação sexual, o lançamento nos Estados Unidos foi atrasado em quatro anos.

## Recepção
Em seu lançamento na França em 3 de outubro de 2012, Kirikou et les Hommes et les Femmes recebeu uma boa recepção dos críticos de imprensa, levando a produção a ser indicada ao César de Melhor Animação. Com um orçamento de 7,5 milhões de dólares, ele conseguiu 9,4 milhões de dólares nas bilheterias.